# Klubi Sportiv Flamurtari Vlorë 2009-2010

## Rosa
| N. |                    | Ruolo | Calciatore              |
| -- | ------------------ | ----- | ----------------------- |
| 1  | Albania (bandiera) | P     | Shpëtim Moçka           |
| 4  | Albania (bandiera) | D     | Bledion Guga            |
| 5  | Albania (bandiera) | D     | Armandi Myrtaj          |
| 6  | Albania (bandiera) | D     | Halim Begaj             |
| 9  | Albania (bandiera) | A     | Devis Mema              |
| 11 | Albania (bandiera) | D     | Franc Veliu             |
| 14 | Albania (bandiera) | C     | Ermir Strati (capitano) |
| 18 | Albania (bandiera) | A     | Albano Çaushaj          |
| 19 | Albania (bandiera) | C     | Hair Zeqiri             |
| 20 | Albania (bandiera) | C     | Taulant Kuqi            |
| 22 | Albania (bandiera) | C     | Odise Roshi             |
| 23 | Albania (bandiera) | A     | Ardit Shehaj            |
| 24 | Albania (bandiera) | P     | Argent Halili           |
| 27 | Albania (bandiera) | P     | Klodian Xhelilaj        |
| 28 | Albania (bandiera) | D     | Artan Sakaj             |
| 33 | Albania (bandiera) | D     | Orjad Beqiri            |
| -  | Albania (bandiera) | D     | Elton Grami             |
| -  | Albania (bandiera) | D     | Alvaro Bishaj           |

| N. |                               | Ruolo | Calciatore        |
| -- | ----------------------------- | ----- | ----------------- |
| -  | Croazia (bandiera)            | D     | Mario Bilen       |
| -  | Croazia (bandiera)            | D     | Jurica Puljiz     |
| -  | Croazia (bandiera)            | D     | Marko Bašić       |
| -  | Macedonia del Nord (bandiera) | C     | Nijas Lena        |
| -  | Albania (bandiera)            | C     | Faiked Liçaj      |
| -  | Brasile (bandiera)            | C     | Flavio            |
| -  | Albania (bandiera)            | C     | Gerhard Progni    |
| -  | Albania (bandiera)            | C     | Erjol Merxha      |
| -  | Albania (bandiera)            | C     | Besmir Arifaj     |
| -  | Albania (bandiera)            | C     | Klodjan Skënderaj |
| -  | Albania (bandiera)            | C     | Amarildo Belisha  |
| -  | Croazia (bandiera)            | C     | Robert Alviž      |
| -  | Slovenia (bandiera)           | A     | Darko Djukić      |
| -  | Albania (bandiera)            | A     | Elhan Galiça      |
| -  | Albania (bandiera)            | A     | Andi Shabanaj     |
| -  | Albania (bandiera)            | A     | Migen Memelli     |
| -  | Albania (bandiera)            | A     | Marius Ngjela     |